# Nils Malmström
Nils André Malmström, född 1936 i Trelleborg, död 2006 i Trelleborg, var en svensk målare och tecknare,
Malmström studerade vid Skånska målarskolan i Malmö och vid den danska konstakademin i Köpenhamn. Separat ställde han ut på ett flertal platser i Sverige och Danmark bland annat på Galerie Birkdam i Köpenhamn, Tingshuset i Trelleborg, Färg och form i Stockholm och Stadsgalleriet i Halmstad. Han medverkade i samlingsutställningar med Skånes konstförening, Kunstnernes Efteraarsudstilling i Köpenhamn, Hjörring Museum och på Malmö museum. Bland hans offentliga arbeten märks utsmyckningar för Församlingshemmet i Trelleborg. Centralens Restaurang i Malmö, Trelleborgs Rådhus och långvårdsenheten vid Trelleborgs lasarett. Han tilldelades stipendium från fonden for Dansk-svensk samarbejde 1980 och Konstnärsnämndens konstnärsbidrag samt stipendium från de Kockska stiftelserna. Hans konst består av blomsterstilleben, stadslandskap, figurkompositioner med medvetet förvridna proportioner målade i starka klara färger och kraftig penselföring. Malmström är representerad vid Malmö museum, Malmö kommun, Trelleborgs museum. Malmöhus läns landsting och Statens konstråd.

## Galleri

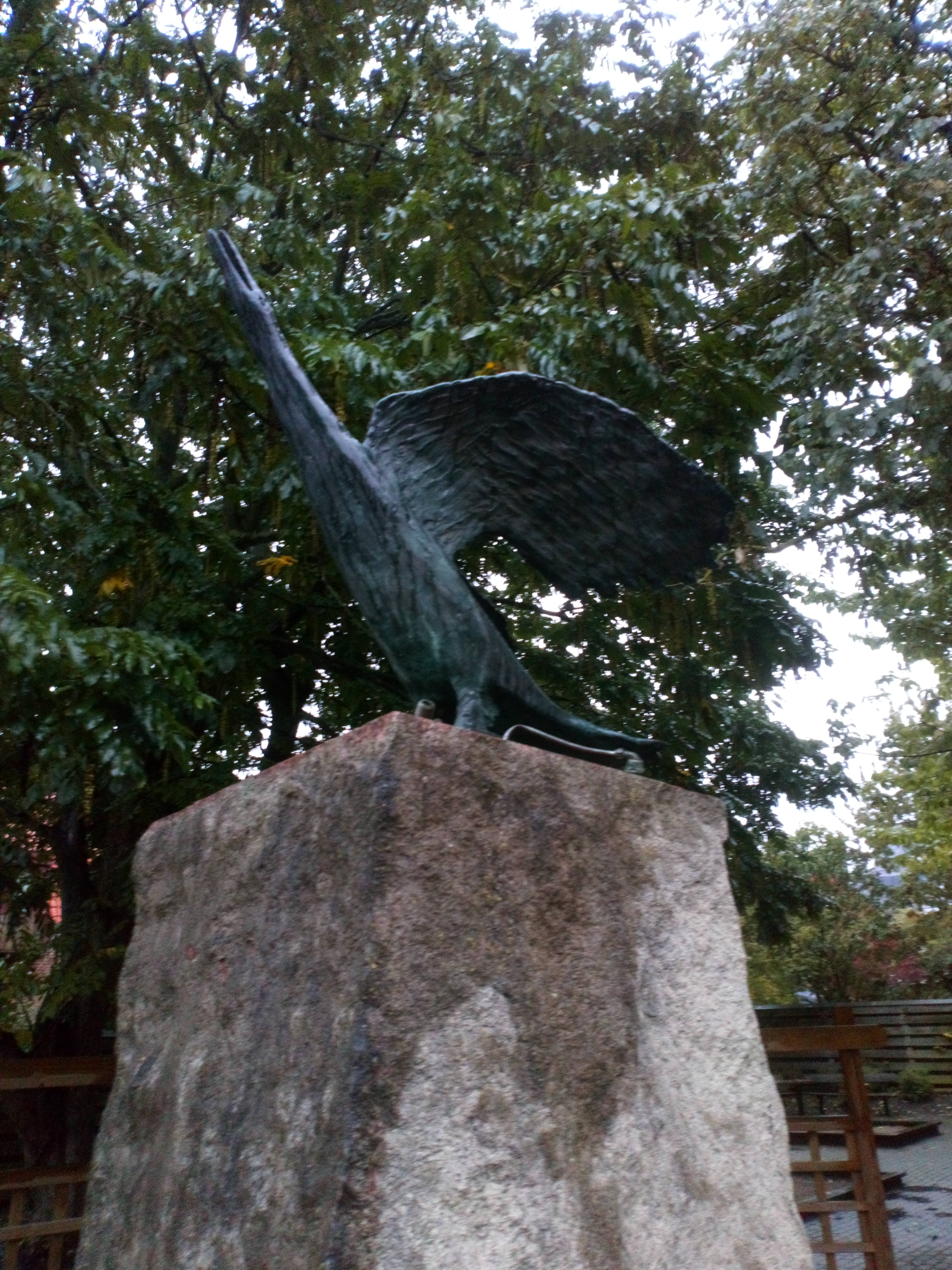
Fågel Fenix i Trelleborg
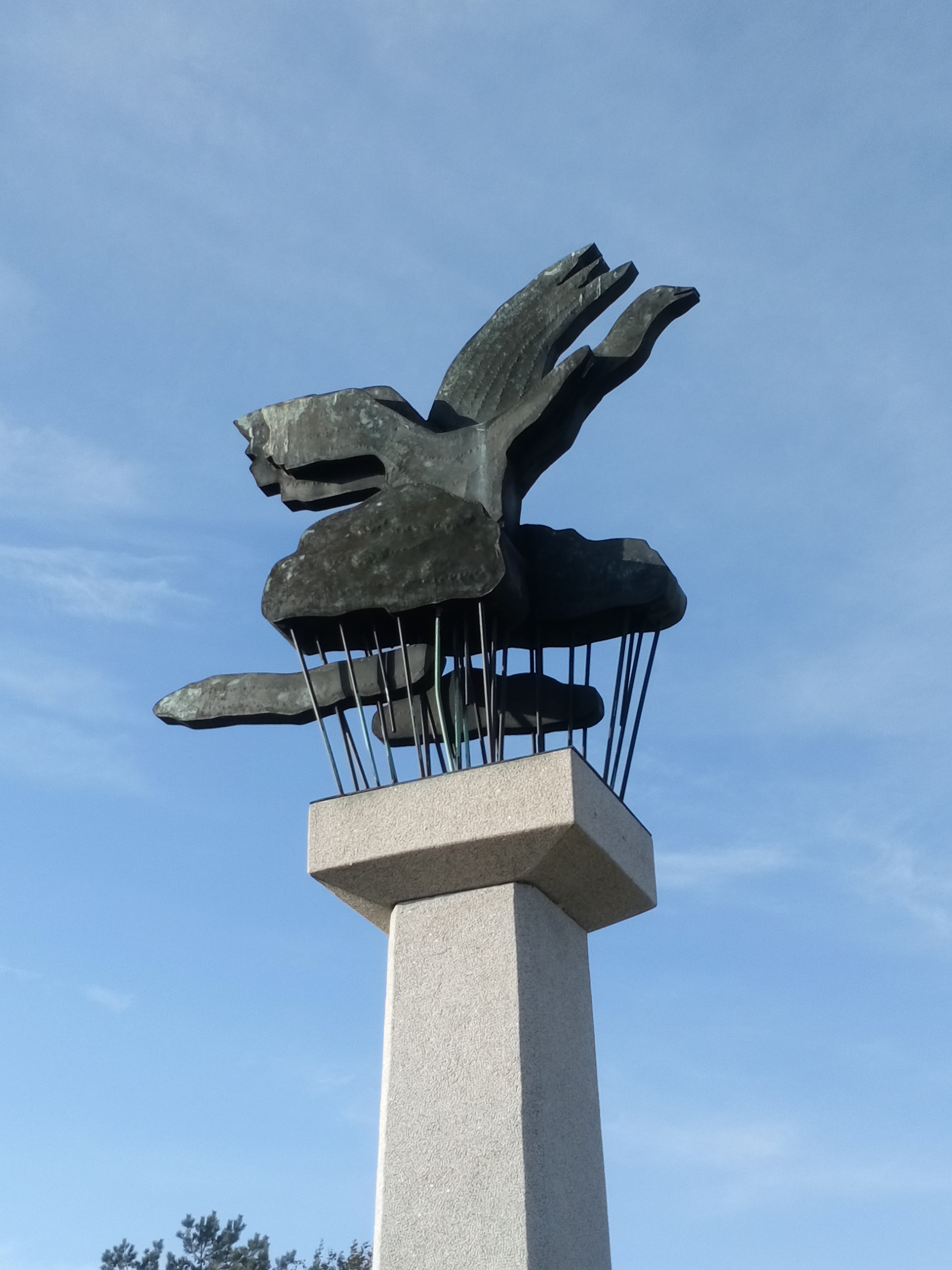
Fågel som lyfter ovan regnet i Trelleborg